# Leena Koppe

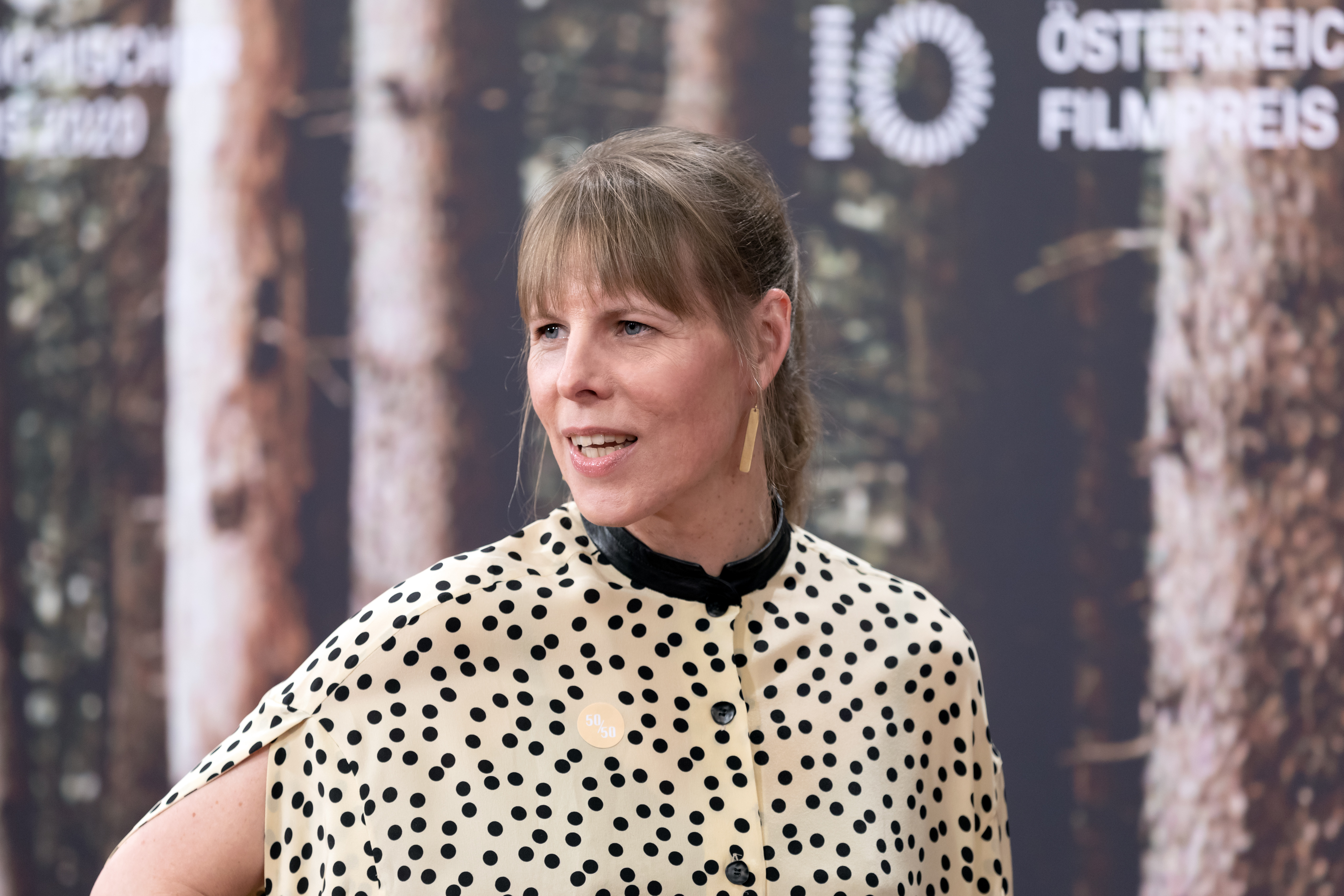
Leena Koppe (2020)

Leena Koppe (* 1974 in Wien als Marja-Leena Koope) ist eine österreichische Kamerafrau.

## Leben
Leena Koppe wuchs zweisprachig (deutsch-finnisch) auf und studierte Bildtechnik und Kamera an der Filmakademie der Universität für Musik und darstellende Kunst Wien in der Klasse von Walter Kindler. Seit 1998 steht sie unter anderem für Spielfilme, Dokumentationen und Musikvideos hinter der Kamera.
Für den Kurzfilm Yoake: A Chewing Gum Story (2002) wurde sie beim Internationalen Kurzfilmfestival in Tarragona mit dem Best Photography-Award ausgezeichnet. 2011 wurde sie auf der Diagonale in der Kategorie Beste Bildgestaltung Spielfilm für Die Vaterlosen geehrt. 2015 erhielt sie eine Romy für Gruber geht in der Kategorie Beste Kamera Kinofilm, außerdem war sie dafür beim Österreichischen Filmpreis 2016 in der Kategorie Beste Kamera nominiert. Im Rahmen des Österreichischen Filmpreises 2017 wurde sie für Was hat uns bloß so ruiniert in der Kategorie Beste Kamera nominiert. Ebenfalls für Was hat uns bloß so ruiniert wurde sie im Rahmen der Romyverleihung 2017 in der Kategorie Beste Bildgestaltung Kino-Film nominiert.
Auf der Diagonale 2019 wurde sie mit dem Kodak Analog-Filmpreis für Der Boden unter den Füßen ausgezeichnet, im Rahmen der Verleihung des Österreichischen Filmpreises 2020 wurde sie dafür in der Kategorie Beste Kamera nominiert. Für den ORF-Landkrimi Das letzte Problem wurde sie im Rahmen der Romyverleihung 2020 in der Kategorie Beste Bildgestaltung TV-Fiction ausgezeichnet.
Koppe ist Mitglied im Verband österreichischer Kameraleute (AAC) sowie in der Akademie des Österreichischen Films.

## Filmografie (Auswahl)
- 2002: Yoake: A Chewing Gum Story (Regie: Roland Zumbühl)
- 2003: Das wirst du nie verstehen (Regie: Anja Salomonowitz)
- 2003: Sendung ohne Namen (Fernsehserie, drei Episoden)
- 2006: Zorros Bar Mizwa (Regie: Ruth Beckermann)
- 2007: Auf dem Strich – Paul Flora im Film (Regie: Eva Testor)
- 2009: Verliebt, verzopft, verwegen (Regie: Katharina Lampert, Cordula Thym)
- 2010–2012: Tom Turbo (Fernsehserie, sieben Episoden)
- 2011–2012: fauner consulting (Fernsehserie, fünf Episoden)
- 2011: Die Vaterlosen (Regie: Marie Kreutzer)
- 2012: Tomorrow You Will Leave (Regie: Martin Nguyen)
- 2013: Zweisitzrakete (Regie: Hans Hofer)
- 2014: Das Kind in der Schachtel (Regie: Gloria Dürnberger)
- 2014: Naoshima (Dream on the Tongue) (Regie: Claire Laborey)
- 2015: Gruber geht (Regie: Marie Kreutzer)
- 2016: Was hat uns bloß so ruiniert (Regie: Marie Kreutzer)
- 2016: Goldene Gene
- 2019: Der Boden unter den Füßen (Regie: Marie Kreutzer)
- 2019: Landkrimi – Das letzte Problem (Regie: Karl Markovics)
- 2021: Landkrimi – Vier (Regie: Marie Kreutzer)
- 2022: King of Stonks (Fernsehserie)
- 2023: Landkrimi – Das Schweigen der Esel (Fernsehreihe)
- 2024: Nebelkind – The End of Silence
- 2025: Landkrimi – Acht (Fernsehreihe)